# Metastenoniscus neotropicalis
Metastenoniscus neotropicalis är en kräftdjursart som beskrevs av Giulio Paoletti och Stinner 1989. Metastenoniscus neotropicalis ingår i släktet Metastenoniscus och familjen Stenoniscidae. Inga underarter finns listade i Catalogue of Life.